# Eibersburen
Eibersburen ("ooievaarsbuurt") is een gehucht in de gemeente Westerkwartier in de provincie Groningen. Het ligt langs het van Starkenborghkanaal, tussen Gerkesklooster en Gaarkeuken, even ten oosten van de gelijknamige brug bij Lutjegast.

## Geschiedenis
Tussen 1654 en 1660 werd in opdracht van de provincie Groningen het Hoendiep gegraven tussen Stroobos en Zuidhorn. Tussen beide plaatsen werden 4 sluizen gelegd (de sluis bij Stroobos verdween na 1856). In 1667 werd het de 'nije colonie Fromabuiren' (Fromaburen: nabij de hofstede Froma) genoemd. In 1685 komt de buurtschap voor het eerst voor op een kaart als Eibertburen. In 1770 is er sprake van 'ses pagtsteden op de Egbertsburen', de buurtschap zal genoemd zijn naar een Egbert of Eibert. Onbekend is of er toen hier al een brug lag. Op de Hugueninkaart uit 1823 staat in elk geval wel een doorgaande weg getekend tussen Visvliet en Lutjegast bij Eibersburen. Mogelijk was dit een draaibrug, want in 1871 werd een bestaande draaibrug bij Eibersburen vervangen door een nieuwe draaibrug. 
Tussen 1934 en 1936, toen het Hoendiep hier werd verbreed tot het van Starkenborghkanaal, werd deze brug vervangen door de hoge metalen basculebrug Eibersburen, die er direct naast werd gelegd (de oude weg loopt aan beide zijden dood op het water, zoals ook bijvoorbeeld bij Nieuwklap het geval is). In 1944 raakte de brug beschadigd toen een schip dat eronderdoor voer werd bestookt door een geallieerd vliegtuig. In 1995 voer een schip tegen de pijler en stortte de hoofdoverspanning naar beneden. 
In 2007 werd in het kader van de opwaardering van het Van Starkenborghkanaal tot vaarwegklasse V een nog hogere betonnen basculebrug geplaatst, die een stuk verderop werd gelegd, zodat het verkeer nu een stukje om moet rijden. De huidige brug, die 7 miljoen euro kostte (ex. BTW), heeft twee overspanningen. Een vaste overspanning met een doorvaartbreedte van ca. 54 meter en een doorvaarthoogte van 9,50 meter, en een beweegbare overspanning voor schepen met staande mast. Bij deze beweegbare opening is de doorvaartbreedte in gesloten toestand circa 9 meter, op masthoogte is bij geopende brug de doorvaartbreedte circa 8,5 meter. De bediening van het beweegbare gedeelte gebeurt op afstand vanaf de Gaarkeukensluis.

### Steenhuizen
Ten noorden van het gehucht lagen aan of nabij de Westerhornerweg vroeger twee steenhuizen: Froma en Sappema. Froma lag iets ten noorden van Eibersburen en Sappema lag ter plaatse van de Westerhornerweg 36. Beide steenhuizen komen als heerden voor in de klauwboeken. Froma was lange tijd in handen van verschillende vermogende families van buiten de provincie en werd ergens in de 18e eeuw omgevormd tot een boerderij, waarna het werd gesloopt. Op de kadastrale minuut van 1832 zijn alleen de grachten nog aanwezig. Rond 2000 werd de grond door de eigenaar bij een groter perceel getrokken, zodat de omtrekken niet meer in het veld te herkennen zijn. Van Sappema is weinig meer bekend dan een aantal verkopen uit de 17e eeuw. Het is op een onbekend moment omgezet naar een boerderij. Van het terrein resteren alleen de grachten aan west- en noordzijde.

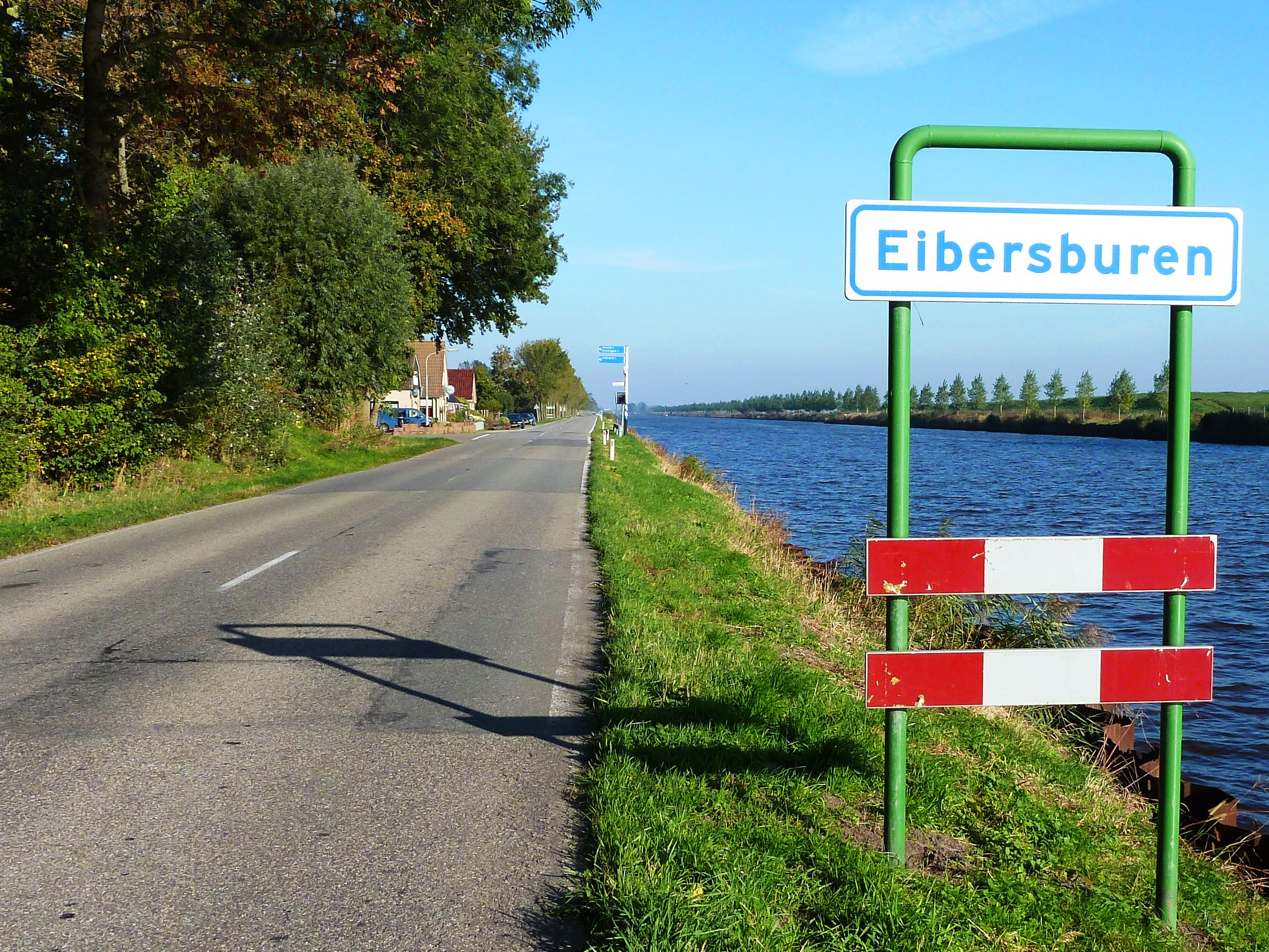
Gezicht op Eibersburen
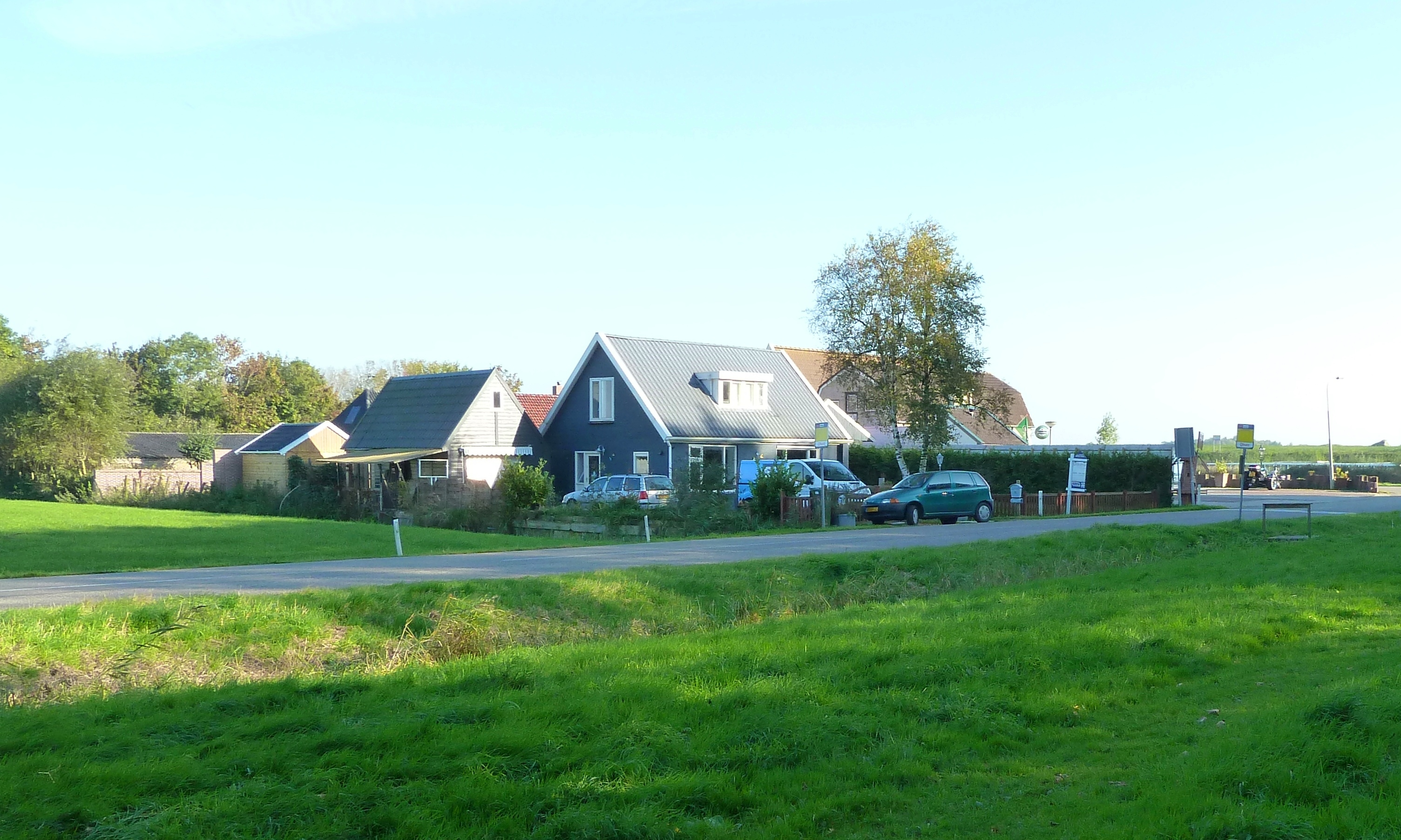
Gezicht op een aantal huizen van Eibersburen
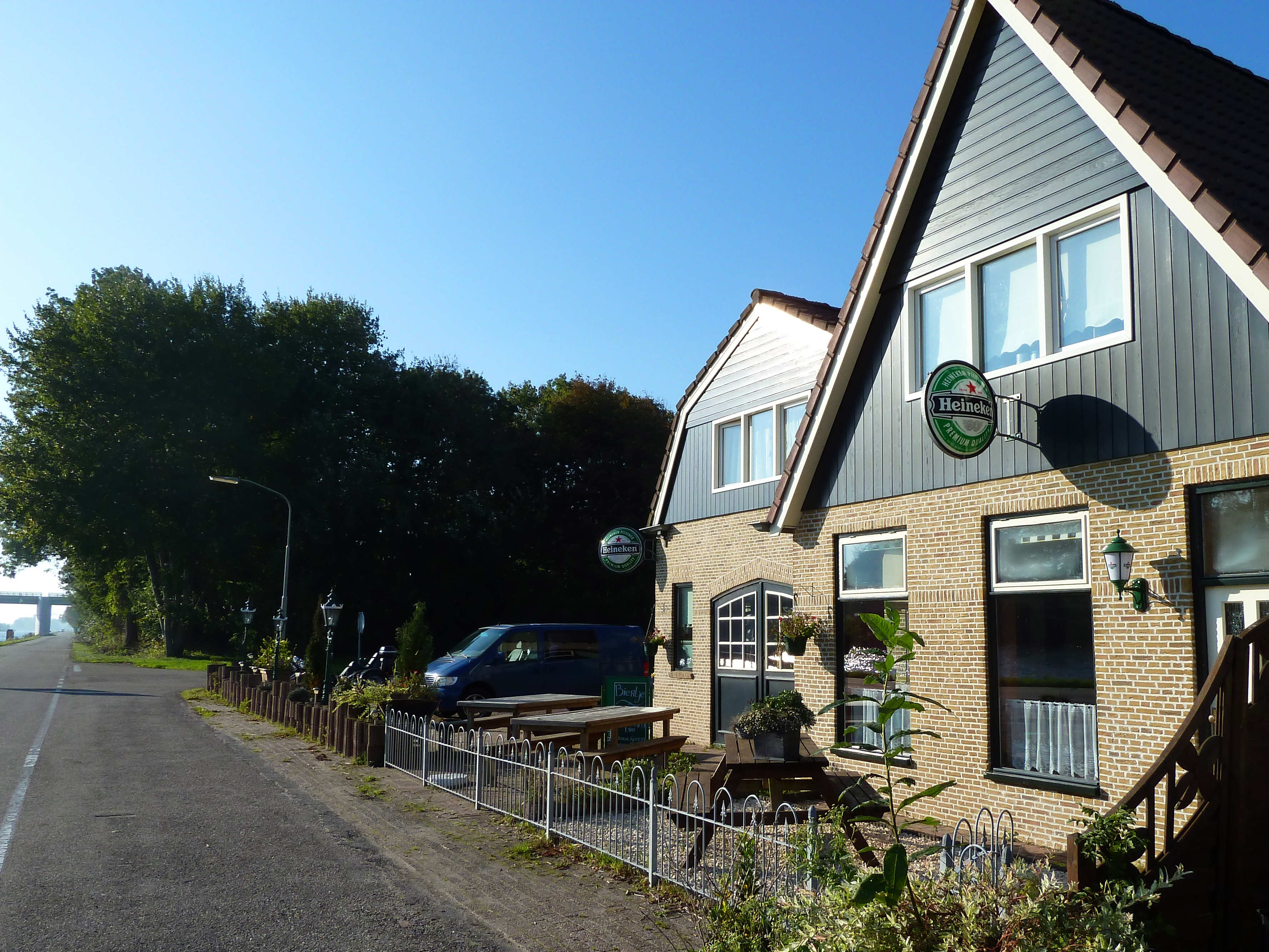
Het café van Eibersburen op de hoek
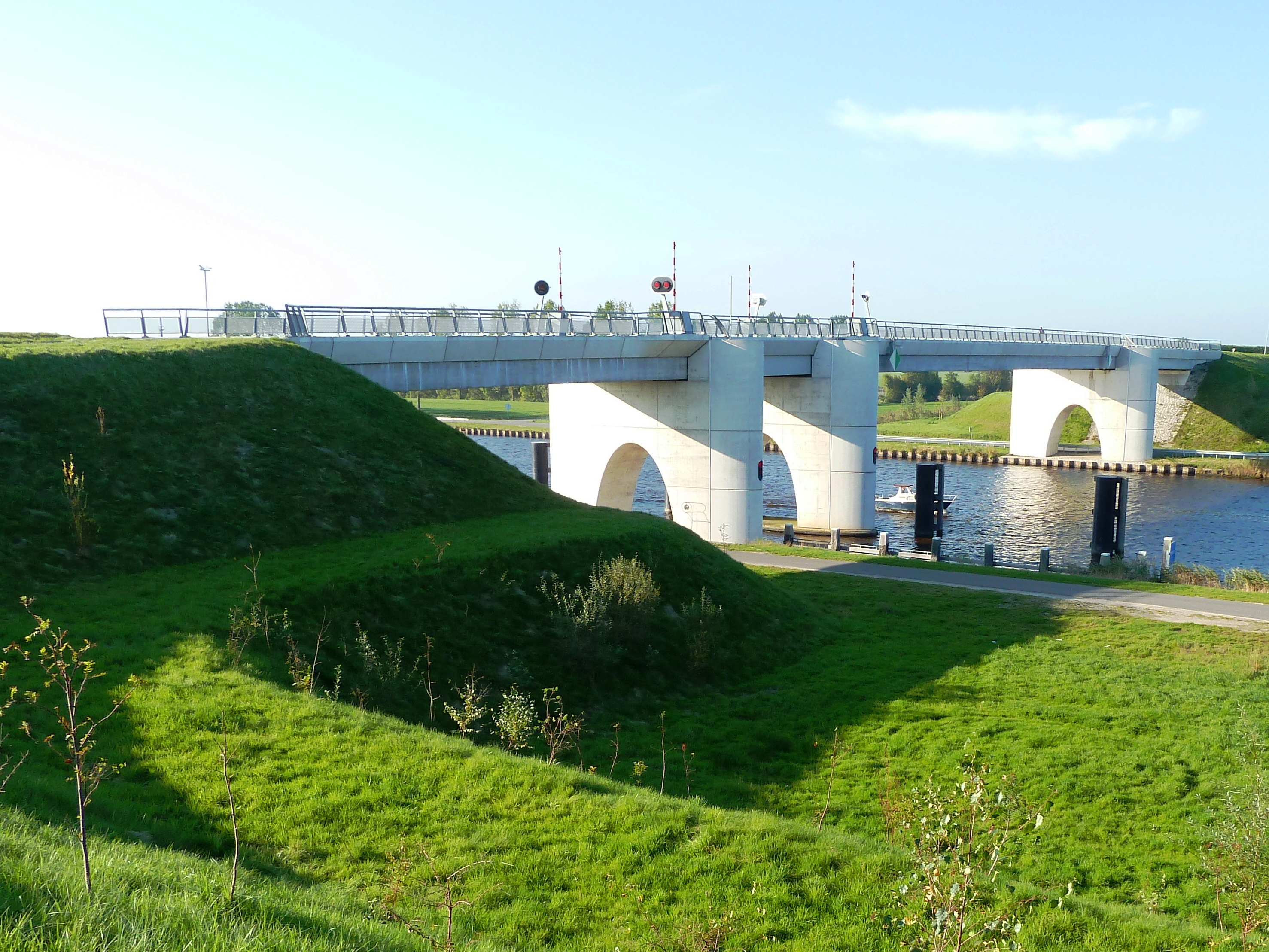
Betonnen brug bij Eibersburen
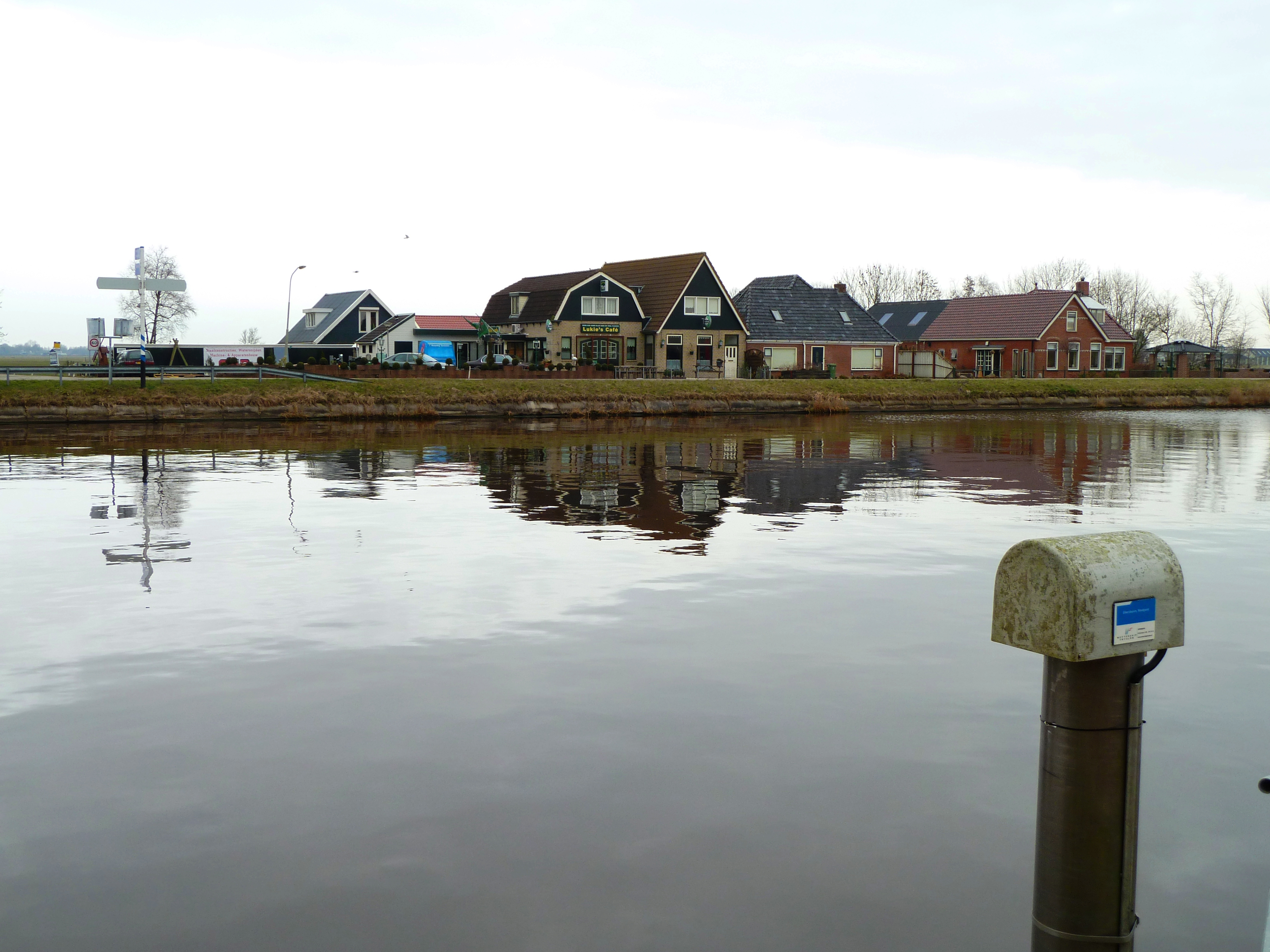
Eibersburen gezien over het kanaal